# Neve Șa'anan

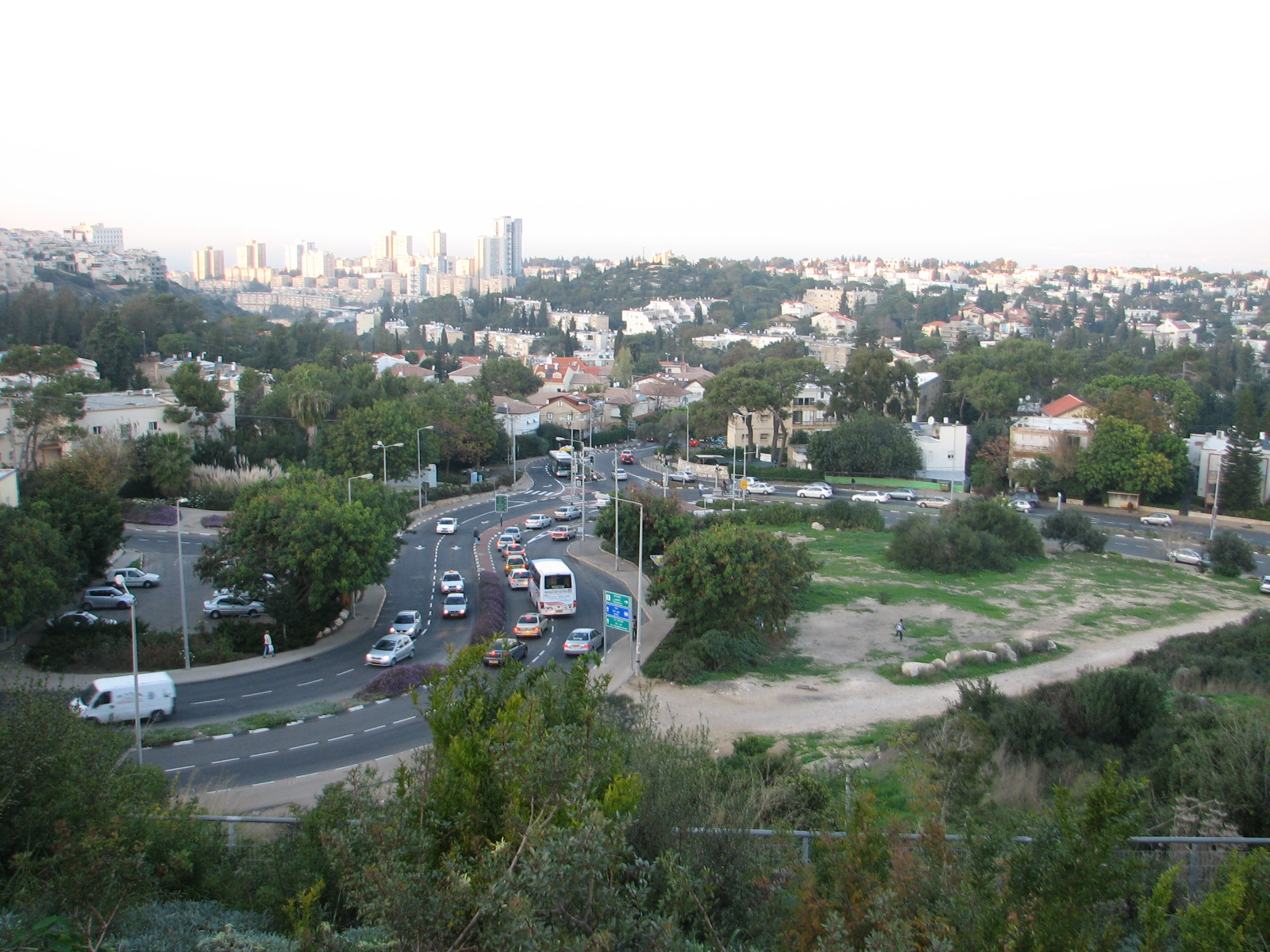
Zona sudică a Navé Șa'anan în decembrie 2008.

Neve Șa'anan sau Navé Șa'anan (în ebraică נווה שאנן; trad.lit. „Locuință liniștită”) este un cartier din estul orașului Haifa din Israel care se întinde de la poalele Muntelui Carmel până la jumătatea înălțimii versanților.

## Istoric
Neve Șa'anan a fost fondat în 1922. Numele este inspirat de un psalm din Biblie (Isaia 33:20). Campusul principal al Technion este situat în Neve Șa'anan.
În 2004, Neve Șa'anan avea o populație de 38.100 de locuitori, reprezentând 14% din populația totală a orașului. Neve Șa'anan este alcătuit din cartiere mai mici precum Yad Labanim, Hanita, HaTikhon și Asher. Există o mare cerere de locuințe în Neve Șa'anan din partea studenților și personalului facultății Technion.
Centrul comercial Grand Canyon este situat în Neve Șa'anan, iar numele său este un joc de cuvinte, deoarece „Kanyon” înseamnă mall în ebraică, iar centrul comercial este poziționat într-un canion.